# Aire urbaine de La Bresse

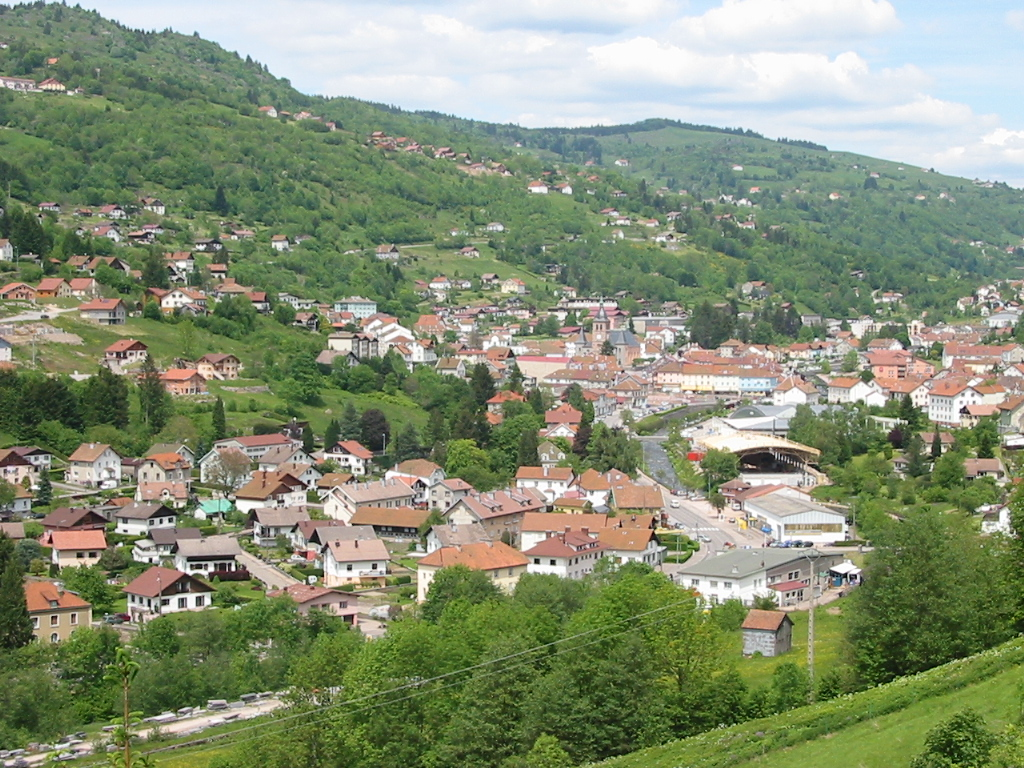
La Bresse

L'aire urbaine de La Bresse est une aire urbaine française centrée sur la ville de La Bresse, dans les Vosges. L'ensemble de ses quatorze communes appartenaient à l'unité urbaine de La Bresse, cas assez rare. Elle comptait 24 175 habitants en 2016.

## Caractéristiques
D'après la définition qu'en donne l'INSEE, l'aire urbaine de La Bresse est composée de 14 communes, toutes appartenant au pôle urbain de La Bresse et situées dans les Vosges. L'aire urbaine de La Bresse est rattachée à l'espace urbain Est. Le tableau suivant détaille la répartition de l'aire urbaine sur le département (les pourcentages s'entendent en proportion du département) :
| Département | Communes | Communes (%) | Superficie (km²) | Superficie (%) | Population (2015) | Population (%) |
| ----------- | -------- | ------------ | ---------------- | -------------- | ----------------- | -------------- |
| Vosges      | 14       | 2,8          | 300,7            | 5,1            | 24 848            | 6,59           |

## Composition selon la délimitation de 2010
Voici la liste des communes françaises de l'aire urbaine de La Bresse.
| Nom                     | Code Insee | Statut | Superficie (km2) | Population (dernière pop. légale) | Densité (hab./km2) |
| ----------------------- | ---------- | ------ | ---------------- | --------------------------------- | ------------------ |
| La Bresse (siège)       | 88075      |        | 57,94            | 3 947 (2022)                      | 68                 |
| Basse-sur-le-Rupt       | 88037      |        | 13,73            | 854 (2022)                        | 62                 |
| Cleurie                 | 88109      |        | 11,04            | 648 (2022)                        | 59                 |
| Cornimont               | 88116      |        | 40,23            | 3 037 (2022)                      | 75                 |
| La Forge                | 88177      |        | 4,72             | 515 (2022)                        | 109                |
| Gerbamont               | 88197      |        | 9,69             | 353 (2022)                        | 36                 |
| Saint-Amé               | 88409      |        | 8,07             | 2 140 (2022)                      | 265                |
| Sapois                  | 88442      |        | 16,89            | 629 (2022)                        | 37                 |
| Saulxures-sur-Moselotte | 88447      |        | 31,87            | 2 537 (2022)                      | 80                 |
| Le Syndicat             | 88462      |        | 18,29            | 1 859 (2022)                      | 102                |
| Thiéfosse               | 88467      |        | 7,62             | 583 (2022)                        | 77                 |
| Le Tholy                | 88470      |        | 30,76            | 1 495 (2022)                      | 49                 |
| Vagney                  | 88486      |        | 24,91            | 3 873 (2022)                      | 155                |
| Ventron                 | 88500      |        | 24,97            | 839 (2022)                        | 34                 |